# Schmalflügelige Erdeule

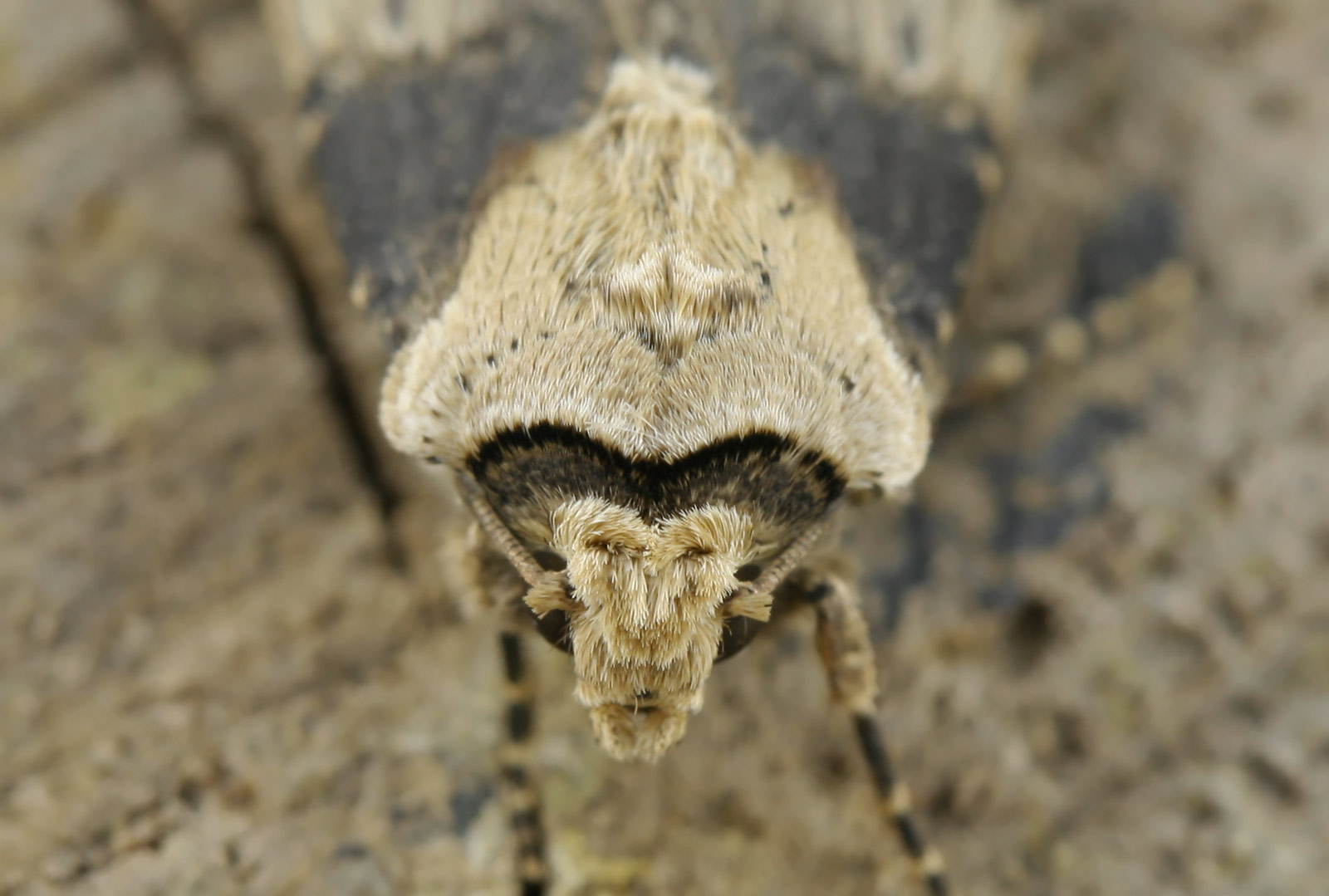
Detailansicht von Kopf und Thorax eines Weibchens

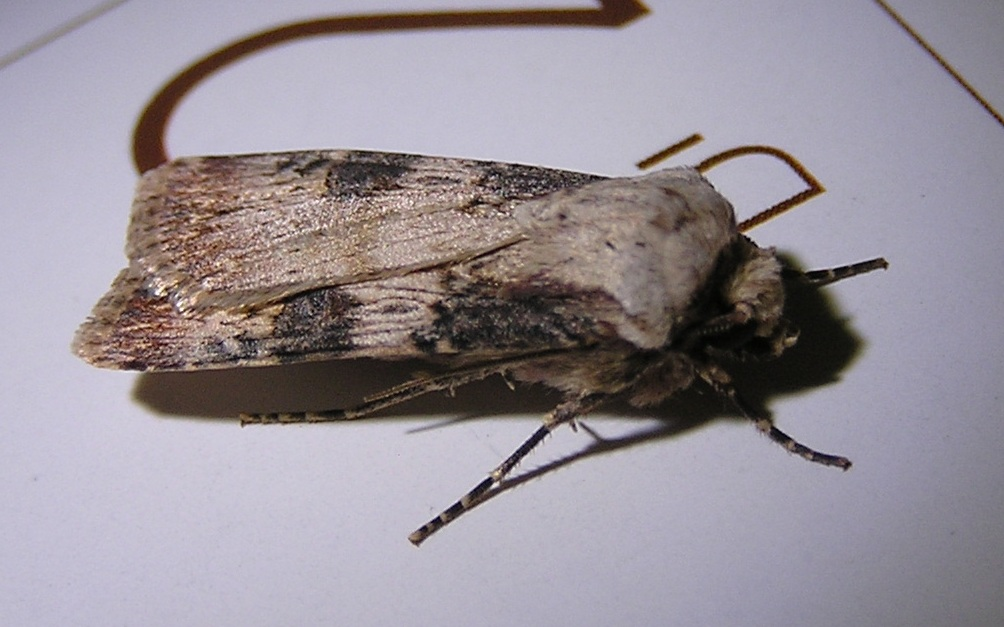
Männchen

Die Schmalflügelige Erdeule (Agrotis puta), zuweilen auch Fahlbräunlichgraue Erdeule genannt, ist ein Schmetterling (Nachtfalter) aus der Familie der Eulenfalter (Noctuidae).

## Merkmale

### Falter
Die Flügelspannweite der Falter beträgt 28 bis 32 Millimeter. Die Vorderflügel sind schmal. Zwischen den Geschlechtern besteht ein leichter Sexualdimorphismus. Die Vorderflügelgrundfarbe der Männchen ist überwiegend hellbraun, diejenige der Weibchen dunkelbraun mit einer hellen Region im Mittelfeld. Die Nierenmakel sind jeweils dunkel gefüllt, die Ringmakel auffällig länglich gestreckt. An der undeutlichen Wellenlinie befinden sich kleine dunkle Keilflecke. Die Fransen sind ockerfarben. Die Hinterflügel der Männchen sind weiß, diejenigen der Weibchen grau. Kopf und Thorax sind bei beiden Geschlechtern gelblich behaart und von einer schwarzbraunen Halskrause geteilt.

### Raupe
Ausgewachsene Raupen sind von graubrauner Farbe und zeigen undeutliche, helle, zuweilen orangebraune Zeichnungselemente auf dem Rücken.

### Puppe
Die Puppe ist gelbbraun gefärbt, an den Seiten mit schwarzen Punkten versehen und besitzt zwei kurze Dornen am Kremaster.

### Ähnliche Arten
Agrotis catalaunensis ist größer (Flügelspannweite 32 bis 35 Millimeter), meist dunkler gefärbt und besitzt stärker rechtwinklig geformte Vorderflügel.

## Verbreitung und Lebensraum
Die Nominatform Agrotis puta puta kommt in Süd-, West- und Teilen Mitteleuropas sowie in Vorderasien bis in den Irak und nach Afghanistan vor. Außerdem ist sie in Nordafrika anzutreffen. In den griechischen Gebirgen wurde sie noch in 2000 Metern Höhe nachgewiesen. Auf den britischen Scilly-Inseln ist die Unterart Agrotis puta insula heimisch. Die Schmalflügelige Erdeule besiedelt bevorzugt Sandmagerrasen- und Ruderalflächen sowie Ränder von Baggerseen und Kiesgruben.

## Lebensweise
Die Art bildet eine bis drei Generationen pro Jahr, deren Falter von April bis Oktober fliegen. Diese sind überwiegend nachtaktiv und saugen zuweilen an verschiedenen Blüten. Sie kommen an den Köder und fliegen künstliche Lichtquellen an. Die Raupen ernähren sich von den Wurzeln und grundständigen Blättern verschiedener Pflanzen, dazu zählen Ampfer- (Rumex), Löwenzahn- (Taraxacum), Vogelknöterich- (Polygonum) und Latticharten (Lactuca). Die letzte Raupengeneration überwintert.

## Gefährdung
Die Schmalflügelige Erdeule kommt in den nördlichen, westlichen und südwestlichen deutschen Bundesländern vereinzelt vor. In Baden-Württemberg wird sie in der Roten Liste gefährdeter Arten auf der Vorwarnliste geführt.

## Belege